# اسلون (کمون)
اسلون (به فرانسوی: Aslonnes) یک کمون در فرانسه است که در canton of La Villedieu-du-Clain واقع شده‌است. اسلون ۲۳٫۰۰ کیلومتر مربع مساحت دارد ۱۳۰ متر بالاتر از سطح دریا واقع شده‌است.